# Elodes pseudominuta
Elodes pseudominuta is een keversoort uit de familie moerasweekschilden (Scirtidae). De wetenschappelijke naam van de soort werd in 1971 gepubliceerd door Bernard Klausnitzer.